# Lorenzo Campeggi (vescovo 1547)
Lorenzo Campeggi (Bologna, 13 aprile 1547 – Ferrara, 6 novembre 1585) è stato un vescovo cattolico italiano.

## Biografia
Nacque a Bologna nel 1547, figlio del conte Vincenzo Campeggi e Brigida Malvezzi. Padrino di battesimo fu il cardinale Giovanni Maria Ciocchi del Monte, futuro papa Giulio III.
Inizialmente avviato agli studi umanistici, nel 1563 fu nominato arcidiacono della cattedrale di Bologna.
Il 14 maggio 1571 si laureò in diritto, mentre nel 1573 fu chiamato a Roma dal bolognese Ugo Boncompagni, divenuto papa Gregorio XIII. In quello stesso anno entrò nel Collegio degli avvocati concistoriali e il 15 giugno 1574 fu nominato defensor pauperum.
Nel maggio 1577 lo stesso pontefice lo scelse come nunzio apostolico nel Regno di Napoli al posto di Antonio Maria Sauli, ma il viceré si rifiutò di concedere l'exequatur al breve apostolico di nomina, e solo l'intervento diretto del re Filippo II di Spagna, sollecitato dal nunzio locale Filippo Sega, sbloccò lo stallo, permettendo l'insediamento del nuovo nunzio.
Il 5 gennaio 1580 fu sostituito dall'arcivescovo Fantino Petrignani, arcivescovo metropolita di Cosenza, mentre il 6 maggio 1581 papa Gregorio XIII lo nominò nunzio apostolico nella Repubblica di Venezia e visitatore apostolico nella città lagunare. Rinunciò a entrambi gli incarichi il 22 giugno 1585. 
Nel frattempo, papa Gregorio XIII l'8 gennaio 1582 lo aveva nominato vescovo di Cervia, ricevendo la consacrazione episcopale nella cappella di San Giusto, all'interno del palazzo patriarcale di Venezia il 5 giugno dello stesso anno dalle mani del patriarca di Venezia Giovanni Trevisan, co-consacranti i vescovi Giovanni Battista Valier, vescovo di Belluno, e Giovanni Ingegneri, vescovo di Capodistria.
Durante il suo episcopato si impegnò nella riforma dei costumi e nell'applicazione dei decreti del Concilio di Trento, mentre nel settembre 1585 convocò il sinodo diocesano.
Morì il 6 novembre dello stesso anno a Ferrara e fu sepolto a Bologna, nella chiesa dei Santi Bernardino e Marta.

## Genealogia episcopale
La genealogia episcopale è:
- Cardinale Pier Francesco Ferrero
- Patriarca Giovanni Trevisan, O.S.B.
- Vescovo Lorenzo Campeggi